# Рожище
Ро́жище (укр. Рожище) — город в Луцком районе Волынской области Украины. Административный центр Рожищенской городской общины.

## Географическое положение
Расположен на реке Стыр.

## История
Поселение известно с 1377 года, входило в состав Великого княжества Литовского.
После Люблинской унии 1569 года вошло в состав Волынского воеводства Речи Посполитой.
После третьего раздела Польши в 1795 году стало местечком Луцкого уезда Волынской губернии Российской империи.
В 1870 году здесь насчитывалось 192 дома и 860 человек, действовали суконное производство, пивоварня, две мастерские по производству кирпича, 1 православная и 1 лютеранская церкви, синагога и аптека.

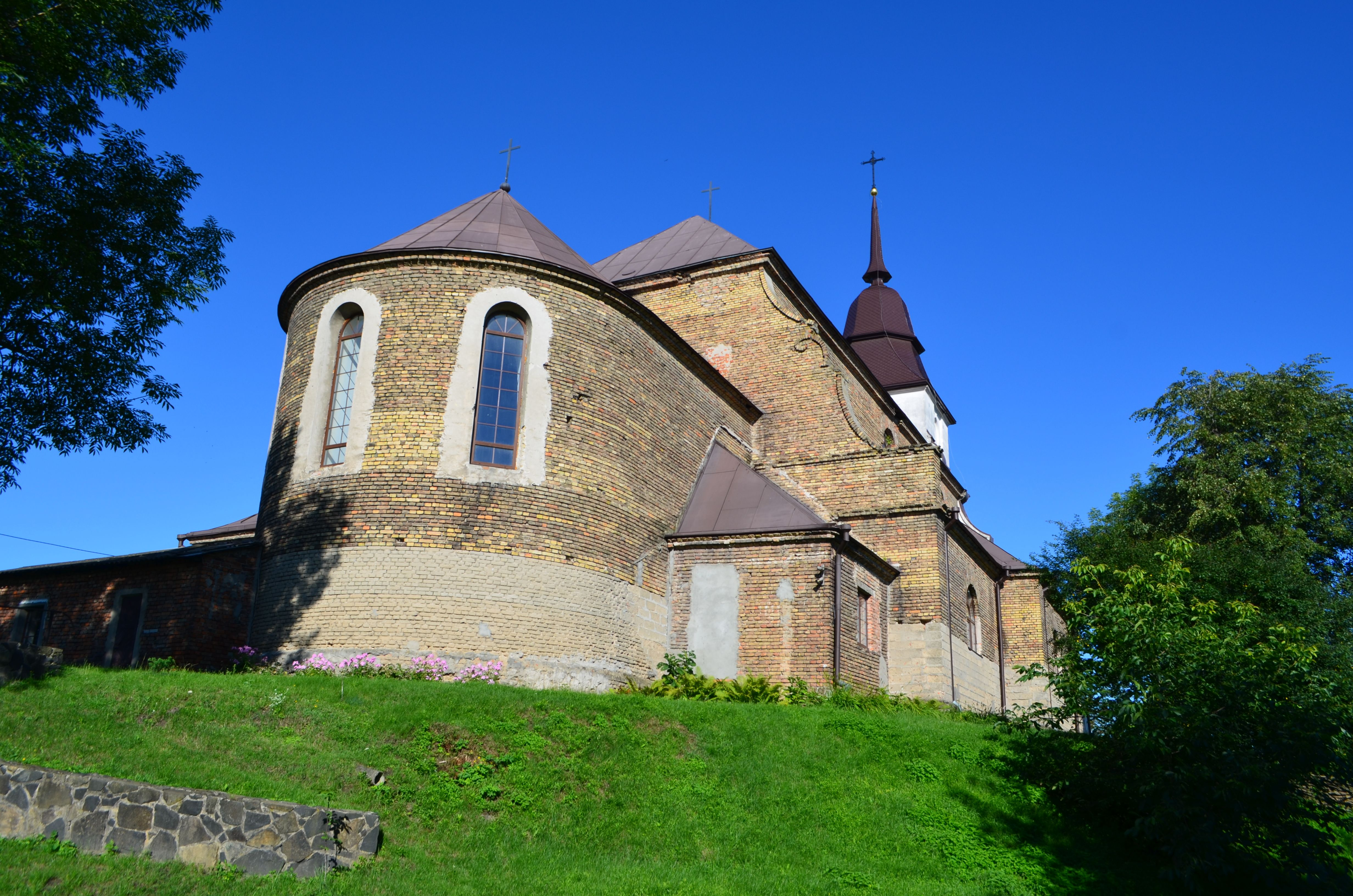
Костел Преображения Господнего

В 1899 году население составляло 4 342 человека, здесь действовали суконное производство, винокуренный завод, училище, 1 православная и 1 лютеранская церкви, еврейская молитвенная школа и аптека.
После начала первой мировой войны селение оказалось в прифронтовой зоне, а в 1915 году — в зоне боевых действий.
В ноябре 1917 года здесь была установлена Советская власть, но в дальнейшем, в ходе гражданской войны в 1919 году Рожище заняли польские войска, по условиям Рижского мира 1921 года поселение осталось в составе Польши.
В 1922 году здесь возникла подпольная ячейка КПЗУ.
В 1940 году Рожище стало посёлком городского типа.
После начала Великой Отечественной войны 26 июня 1941 года Рожище было оккупировано немецкими войсками, 1—2 февраля 1944 года освобождено советскими войсками.
Во время Волынской резни в 1943 году Рожище, как и другие крупные райцентры на Волыни, был местом убежища для поляков из окрестных деревень, спасающихся от террора УПА. Нацисты позволили полякам создать отряд самообороны, насчитывающий 130 человек; было также полицейское подразделение, состоящее из поляков. Полякам при поддержке немецко-венгерского гарнизона удалось отразить несколько атак УПА на посёлок. В августе 1943 года поляки в отместку сожгли украинские села Свуж и Солтысы, убив несколько десятков мирных украинцев.
7 января 1945 года здесь началось издание районной газеты.
В 1955 году здесь действовали межрайонные мастерские капитального ремонта машин, текстильная фабрика, несколько предприятий пищевой промышленности, средняя школа, семилетняя школа, сельскохозяйственная школа, две библиотеки, Дом культуры, Дом пионеров и МТС.
В 1975 году численность населения составляла 13 тыс. человек, здесь действовали машиностроительный завод, завод железобетонных изделий, консервный завод, сыродельный завод, мебельная фабрика, филиал Нововолынского производственного хлопчатобумажного объединения «Волынь» и зооветеринарный техникум.
В 1983 году численность населения составляла 13,2 тыс. человек, здесь действовали завод «Рожищеферммаш», завод железобетонных изделий, консервный завод, сыродельный завод, хлебный завод, мебельная фабрика, фабрика спортивных изделий, райсельхозтехника, райсельхозхимия, комбинат бытового обслуживания, зооветеринарный техникум, 3 общеобразовательные школы, музыкальная школа, спортивная школа, больница, Дом культуры, кинотеатр, 3 библиотеки, 4 клуба и историко-краеведческий музей.
В январе 1989 года численность населения посёлка составляла 14 391 человек. 31 августа 1989 года посёлок стал городом районного подчинения.
В мае 1995 года Кабинет министров Украины утвердил решение о приватизации находившихся в городе мебельной фабрики, завода сельскохозяйственного машиностроения, райсельхозтехники, сыродельного завода, в июле 1995 года было утверждено решение о приватизации совхоза.
В 1997 году Рожищенский зооветеринарный техникум был превращён в филиал Львовской академии ветеринарной медицины, в декабре 2007 года он был преобразован в Рожищенский колледж Львовского национального университета ветеринарной медицины и биотехнологии.
В ходе административно-территориальной реформы в Украине, в 2020 году Рожищенский район был упразднён, а город стал административным центром Рожищенской городской общины Луцкого района.

## Население
На 1 января 2013 года численность населения составляла 13 327 человек.

### Языковой состав
Родной язык населения по данным переписи 2001 года:
| Язык       | Численность, чел. | Доля     |
| ---------- | ----------------- | -------- |
| Украинский | 13 307            | 98,49 %  |
| Русский    | 182               | 1,35 %   |
| Другие     | 22                | 0,16 %   |
| Итого      | 13 511            | 100,00 % |

## Экономика
- хлебоприёмное предприятие[20]

## Транспорт
Железнодорожная станция Рожище на линии Ковель — Киверцы Львовской железной дороги.

## Персоналии
- Альский, Аркадий Осипович — российский революционер, советский государственный деятель, сторонник левой оппозиции.
- Деревянко, Юрий Гаврилович (1912—1995) — инженер-судостроитель, заместитель Председателя Государственного комитета Совета Министров СССР по судостроению, заместитель министра судостроительной промышленности СССР, лауреат Сталинской премии, Герой Социалистического Труда, кандидат технических наук.